# Crítica de la Argentina
Crítica eller Crítica de la Argentina var en argentinsk morgontidning på spanska.

## Historia
Tidningen grundades 2008 av den kände argentinska journalisten Jorge Lanata. Tidningens nuvarande ägare är Papel 2.0 S.A. (som ägs av Antonio Mata). 
I april 2010 utbröt en vild strejk på tidningen efter inställda lönebetalningar och rykten om tidningens snara nedläggning, och sedan dess har tidningens webbplats legat nere. I juni 2010 bekräftades det att tidningen lagts ned på grund av bristande lönsamhet.